# Ville-Houdlémont
Ville-Houdlémont és un municipi francès situat al departament de Meurthe i Mosel·la i a la regió del Gran Est. L'any 2007 tenia 587 habitants.

## Demografia

### Població
El 2007 la població de fet de Ville-Houdlémont era de 587 persones. Hi havia 205 famílies, de les quals 34 eren unipersonals (23 homes vivint sols i 11 dones vivint soles), 53 parelles sense fills, 99 parelles amb fills i 19 famílies monoparentals amb fills.
La població ha evolucionat segons el següent gràfic:
Habitants censats

### Habitatges
El 2007 hi havia 241 habitatges, 219 eren l'habitatge principal de la família, 6 eren segones residències i 17 estaven desocupats. 230 eren cases i 11 eren apartaments. Dels 219 habitatges principals, 193 estaven ocupats pels seus propietaris, 25 estaven llogats i ocupats pels llogaters i 1 estava cedit a títol gratuït; 7 tenien dues cambres, 17 en tenien tres, 76 en tenien quatre i 119 en tenien cinc o més. 176 habitatges disposaven pel capbaix d'una plaça de pàrquing. A 62 habitatges hi havia un automòbil i a 141 n'hi havia dos o més.

### Piràmide de població
La piràmide de població per edats i sexe el 2009 era:
| Homes | Edats   | Dones |
| ----- | ------- | ----- |
| 0     | 95 o +  | 0     |
| 0     | 90 a 94 | 0     |
| 0     | 85 a 89 | 4     |
| 0     | 80 a 84 | 0     |
| 4     | 75 a 79 | 12    |
| 0     | 70 a 74 | 4     |
| 20    | 65 a 69 | 8     |
| 12    | 60 a 64 | 24    |
| 4     | 55 a 59 | 12    |
| 16    | 50 a 54 | 8     |
| 28    | 45 a 49 | 28    |
| 12    | 40 a 44 | 24    |
| 44    | 35 a 39 | 40    |
| 20    | 30 a 34 | 12    |
| 12    | 25 a 29 | 20    |
| 16    | 20 a 24 | 4     |
| 16    | 15 a 19 | 24    |
| 24    | 10 a 14 | 20    |
| 32    | 5 a 9   | 12    |
| 12    | 0 a 4   | 16    |

## Economia
El 2007 la població en edat de treballar era de 406 persones, 314 eren actives i 92 eren inactives. De les 314 persones actives 294 estaven ocupades (170 homes i 124 dones) i 20 estaven aturades (6 homes i 14 dones). De les 92 persones inactives 30 estaven jubilades, 29 estaven estudiant i 33 estaven classificades com a «altres inactius».

### Ingressos
El 2009 a Ville-Houdlémont hi havia 228 unitats fiscals que integraven 605 persones, la mediana anual d'ingressos fiscals per persona era de 18.952 €.

### Activitats econòmiques
Dels 4 establiments que hi havia el 2007, 2 eren d'empreses de construcció, 1 d'una empresa d'informació i comunicació i 1 d'una empresa classificada com a «altres activitats de serveis».
L'únic servei als particulars que hi havia el 2009 era un saló de bellesa.
L'any 2000 a Ville-Houdlémont hi havia 8 explotacions agrícoles.

## Poblacions més properes
El següent diagrama mostra les poblacions més properes.